# Sikke Venema
Sikke Venema (Zwaagwesteinde, 30 juni 1937 – Zwaagwesteinde, 23 september 1999) was een Nederlands voetballer die uitkwam voor Heerenveen. Hij speelde als aanvaller.

## Carrièrestatistieken
| Seizoen         | Club            | Land            | Competitie       | Competitie | Competitie | Beker | Beker | Internationaal | Internationaal | Overig | Overig | Totaal | Totaal |
| Seizoen         | Club            | Land            | Competitie       | Wed.       | Dlp.       | Wed.  | Dlp.  | Wed.           | Dlp.           | Wed.   | Dlp.   | Wed.   | Dlp.   |
| --------------- | --------------- | --------------- | ---------------- | ---------- | ---------- | ----- | ----- | -------------- | -------------- | ------ | ------ | ------ | ------ |
| 1957/58         | Heerenveen      | Nederland       | Tweede divisie A | 27         | 6          | 2     | 2     | 0              | 0              | 0      | 0      | 29     | 8      |
| 1958/59         | Heerenveen      | Nederland       | Tweede divisie B | 19         | 3          | 4     | 0     | 0              | 0              | 0      | 0      | 23     | 3      |
| 1959/60         | Heerenveen      | Nederland       | Tweede divisie B | 23         | 22         | –     | –     | 0              | 0              | 3      | 2      | 26     | 24     |
| 1960/61         | Heerenveen      | Nederland       | Eerste divisie B | 33         | 22         | 5     | 3     | 0              | 0              | 0      | 0      | 38     | 25     |
| 1961/62         | Heerenveen      | Nederland       | Eerste divisie B | 26         | 4          | 1     | 1     | 0              | 0              | 0      | 0      | 27     | 5      |
| Carrière totaal | Carrière totaal | Carrière totaal | Carrière totaal  | 128        | 57         | 12    | 6     | 0              | 0              | 3      | 2      | 143    | 65     |